# Sophia Witherspoon
Sophia L. Witherspoon (Fort Pierce, 6 luglio 1969) è un'ex cestista e allenatrice di pallacanestro statunitense, professionista nella WNBA.

## Carriera
È stata selezionata dalle New York Liberty al secondo giro del Draft WNBA 1997 (11ª scelta assoluta).
Con gli Stati Uniti ha disputato le Universiadi di Buffalo 1993.

## Palmarès
- Campionessa WNBA (2002)